# Laxsjön, Västergötland
Laxsjön är en sjö i Laxå kommun i Västergötland och ingår i Göta älvs huvudavrinningsområde. Sjön har en area på 0,135 kvadratkilometer och ligger 174,8 meter över havet. Sjön avvattnas av vattendraget Skagersholmsån.

## Delavrinningsområde
Laxsjön ingår i det delavrinningsområde (653670-141923) som SMHI kallar för Mynnar i Skagern. Medelhöjden är 151 meter över havet och ytan är 77,02 kvadratkilometer. Det finns inga avrinningsområden uppströms utan avrinningsområdet är högsta punkten. Skagersholmsån som avvattnar avrinningsområdet har biflödesordning 3, vilket innebär att vattnet flödar genom totalt 3 vattendrag innan det når havet efter 251 kilometer. Avrinningsområdet består mestadels av skog (74 procent). Avrinningsområdet har 0,88 kvadratkilometer vattenytor vilket ger det en sjöprocent på 1,1 procent. Bebyggelsen i området täcker en yta av 1,22 kvadratkilometer eller 2 procent av avrinningsområdet.